# 1999 (Timoria)
1999 è il settimo album in studio del gruppo musicale italiano Timoria, pubblicato nel 1999.

## Descrizione
Si tratta del primo disco del gruppo registrato dopo l'uscita di Francesco Renga, che viene sostituito da Sasha Torrisi.
Il disco segna anche una svolta sonora con arrangiamenti più tendenti al pop.

## Tracce
1. Deserto – 3:40 (Pedrini)
2. Ora e per sempre – 4:17 (Pedrini)
3. È così facile – 4:03 (Pedrini)
4. Un volo splendido – 4:12 (Pellegrini)
5. B. Bl. Blu. II – 1:15 (testo: Lodola – musica: Galeri)
6. Genova – 4:40 (Pedrini)
7. Ora che sono qui – 3:54 (Galeri)
8. Profondo blu – 4:30 (Pedrini, Galeri)
9. Dove nessuno – 4:12 (Pedrini, Galeri, Ghedi)
10. In the ghetto – 4:34 (Pedrini, Ghedi)
11. Il maestro – 2:44 (Pedrini, Ghedi)
12. L'amore è un drago dormiente – 5:07 (testo: Busi – musica: Pedrini)

## Formazione
- Davide "Sasha" Torrisi - voce, chitarra ritmica
- Omar Pedrini - chitarra, cori e voce
- Carlo Alberto "Illorca" Pellegrini - basso, cori e voce in Deserto e Un volo splendido
- Enrico Ghedi - tastiere, voce in Il Maestro
- Diego Galeri - batteria, cori
- Pippo Ummarino - percussioni

### Altri musicisti
- Stefano Midolo - piano wurli in Ora e per sempre
- Franco Testa - basso in Dove nessuno
- Marco Lodola - voce in B.Bl.Blu. II
- Andrea Comandini - cori in Dove Nessuno

### Crediti
- Claudio Morselli - registrazione, missaggio
- Antonio Baglio - mastering
- Los Tres Amigos (Pedrini, Galeri, Ghedi) - missaggio (Tracce 2-11)
- Maria Mulas, Alberto Clementi - fotografia
- Marco Lodola - scultura
- Sergio Pappalettera - grafica

## Classifiche
| Classifica (1999) | Posizione massima |
| ----------------- | ----------------- |
| Italia            | 19                |